# Куценко, Василий Мойсеевич
Василий Мойсеевич Куценко — советский хозяйственный деятель, Герой Социалистического Труда.

## Биография
Родился в 1920 году в селе Винставы. Член КПСС.
С 1939 года — красноармеец РККА.
Участник Великой Отечественной войны: командир взвода 197-го стрелкового полка 99-й стрелковой дивизии, командир взвода снабжения 12-го стрелкового батальона 205-го гвардейского стрелкового полка 70-й гвардейской стрелковой дивизии
В 1946—1980 гг. — столяр Киевской мебельной фабрики имени Боженко Министерства лесной, целлюлозно-бумажной и деревообрабатывающей промышленности СССР.
Указом Президиума Верховного Совета СССР от 17 сентября 1966 года присвоено звание Героя Социалистического Труда с вручением ордена Ленина и золотой медали «Серп и Молот».
С 1980 года — персональный пенсионер союзного значения.
Умер после 1998 года в Киеве.

## Награды и звания
- Герой Социалистического Труда (17.09.1966)
- Орден Ленина (17.09.1966)
- Орден Красного Знамени (09.12.1942)
- Орден Отечественной войны II степени (06.04.1985)
- Орден Красной Звезды (19.05.1945)